# I Liceum Ogólnokształcące im. Mikołaja Kopernika w Bielsku-Białej
I Liceum Ogólnokształcące im. Mikołaja Kopernika – jedno z ośmiu publicznych liceów ogólnokształcących działających w Bielsku-Białej. Historia szkoły sięga roku 1919. Powstała jako drugie polskojęzyczne gimnazjum w polskiej części Śląska Cieszyńskiego pierwotnie w Skoczowie, a do Bielska została przeniesiona w 1921. Mieści się w zabytkowym neoklasycznym gmachu zajmującym kwartał pomiędzy ulicami Listopadową, Piastowską i Lubertowicza na Górnym Przedmieściu, który został wzniesiony specjalnie dla niej według projektu Alfreda Wiedermanna w latach 1925–1927.

## Historia
Historia szkoły sięga roku 1919. Po podziale Śląska Cieszyńskiego (wtedy tymczasowym, potwierdzonym ostatecznie w lipcu 1920) na terenach kontrolowanych przez Polskę znajdowała się tylko jedna szkoła średnia typu gimnazjalnego z polskim językiem nauczania – Gimnazjum Polskie w Cieszynie. Z inicjatywą założenia nowej placówki dla uczniów z powiatu bielskiego wyszedł Polski Komitet Obywatelski w Skoczowie pod przywództwem księdza katolickiego Jana Ewangelisty Mocki. 17 lipca 1919 Komisja Szkolna Księstwa Cieszyńskiego (organ działający w ramach Rady Narodowej Księstwa Cieszyńskiego) wydała rozporządzenie dotyczące utworzenia Państwowego Gimnazjum Realnego z siedzibą w Skoczowie. Jego pierwszym dyrektorem został Franciszek Wojnar. W pierwszym roku działalności szkoła liczyła sześćdziesiąt uczniów, jej tymczasową siedzibą były trzy sale w budynku Polskiej Szkoły Ludowej i Wydziałowej w Skoczowie. Jedynym nauczycielem był z początku sam dyrektor Franciszek Wojnar, któremu pomagała kadra Polskiej Szkoły Ludowej i Wydziałowej oraz skoczowscy księża. W roku szkolnym 1920/1921 liczba uczniów wzrosła do siedemdziesięciu dwóch.

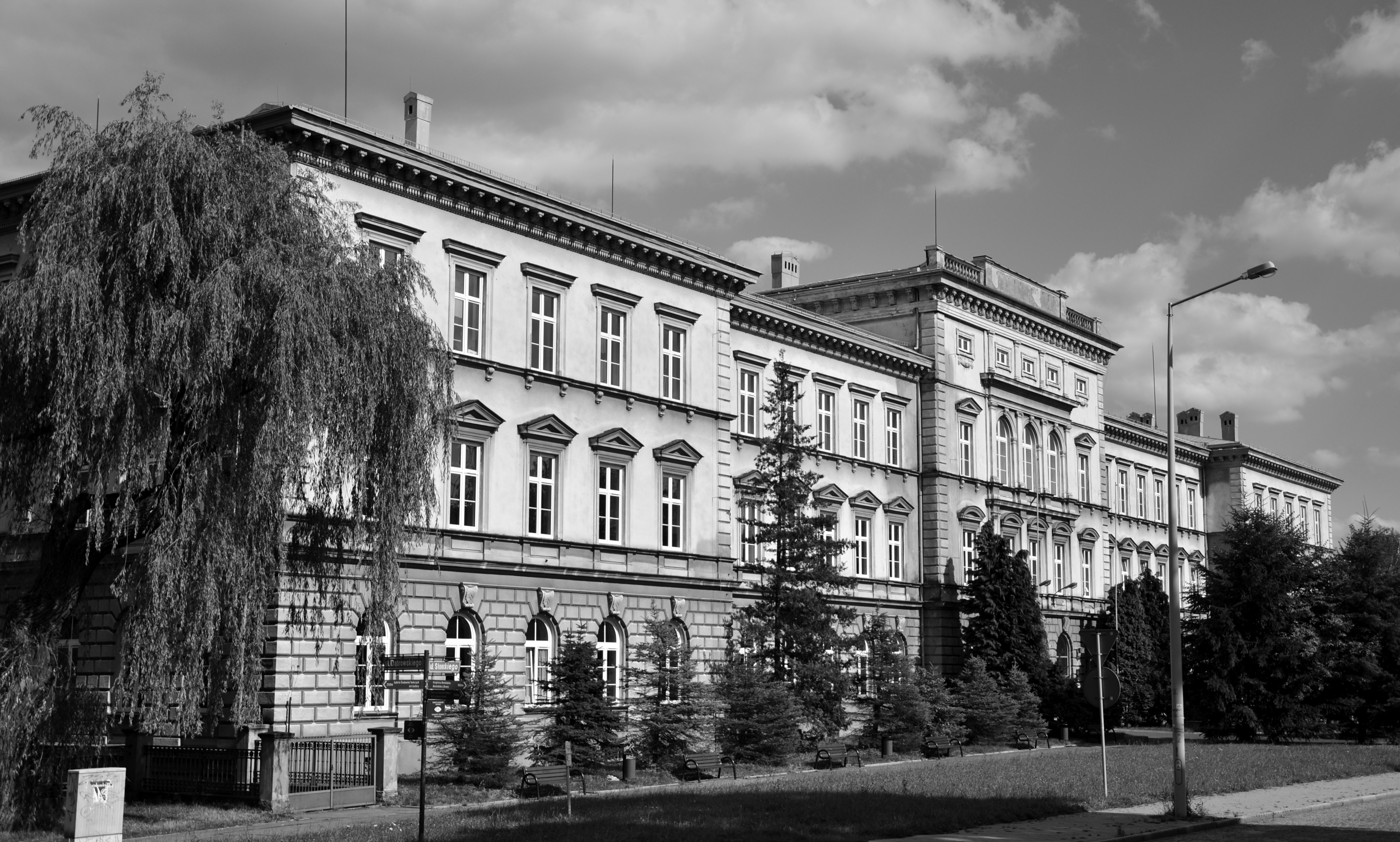
Pierwsza bielska siedziba szkoły wspólna z gimnazjum niemieckim (widok współczesny)

30 kwietnia 1921 podjęto decyzję o przeniesieniu szkoły do Bielska, potwierdzoną rozporządzeniem Komisji Szkolnej Księstwa Cieszyńskiego z dnia 11 maja 1921. Motywacją dla przenosin były z jednej strony powody pragmatyczne (problemy z kadrą nauczycielską i brak perspektyw rozwoju w niewielkim miasteczku, jakim był Skoczów), a z drugiej ideologiczne: Bielsko było miastem zamieszkiwanym w zdecydowanej większości przez ludność niemiecką i poprzez stworzenie tam polskiej szkoły średniej chciano przyśpieszyć proces jego polonizacji. Kwestia ta była przedmiotem ożywionego sporu politycznego, w którym ścierały się dwa nacjonalizmy. Nowym dyrektorem został Jan Szajter, a nowa nazwa brzmiała: Państwowe Gimnazjum z językiem wykładowym polskim w Bielsku. Pierwszą bielską siedzibą szkoły stał się gmach przy ulicy Strzelniczej (obecnie Słowackiego) współdzielony z gimnazjum niemieckim (chodzi o budynek, w którym mieści się dziś „Mechanik”). Liczba uczniów stopniowo rosła wraz z otwieraniem kolejnych klas: w roku szkolnym 1921/1922 uczęszczało do niej 101 uczniów, w kolejnym roku 177, a w 1926 naukę rozpoczęło już 427 osób.

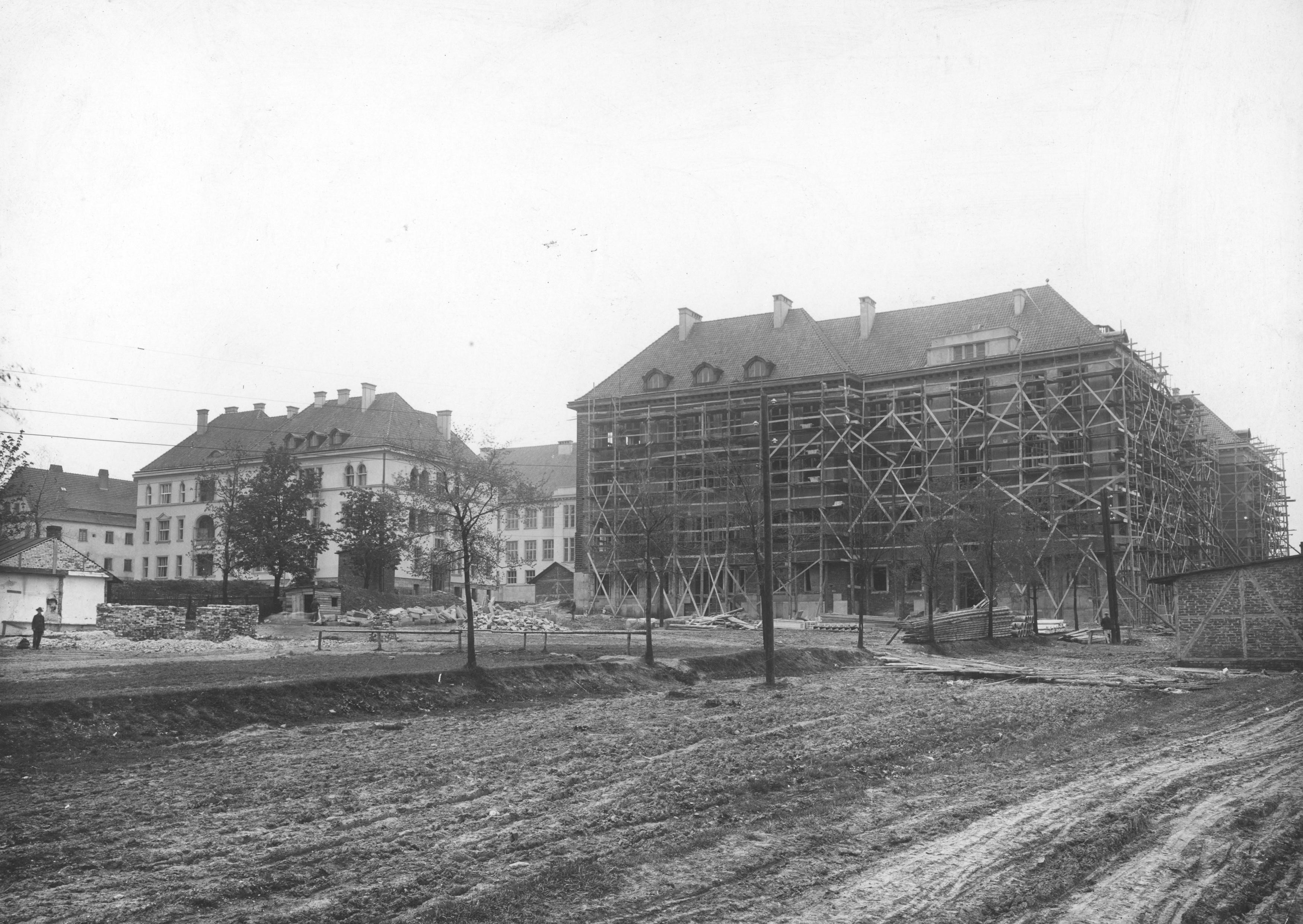
Gmach szkoły w budowie (1927)

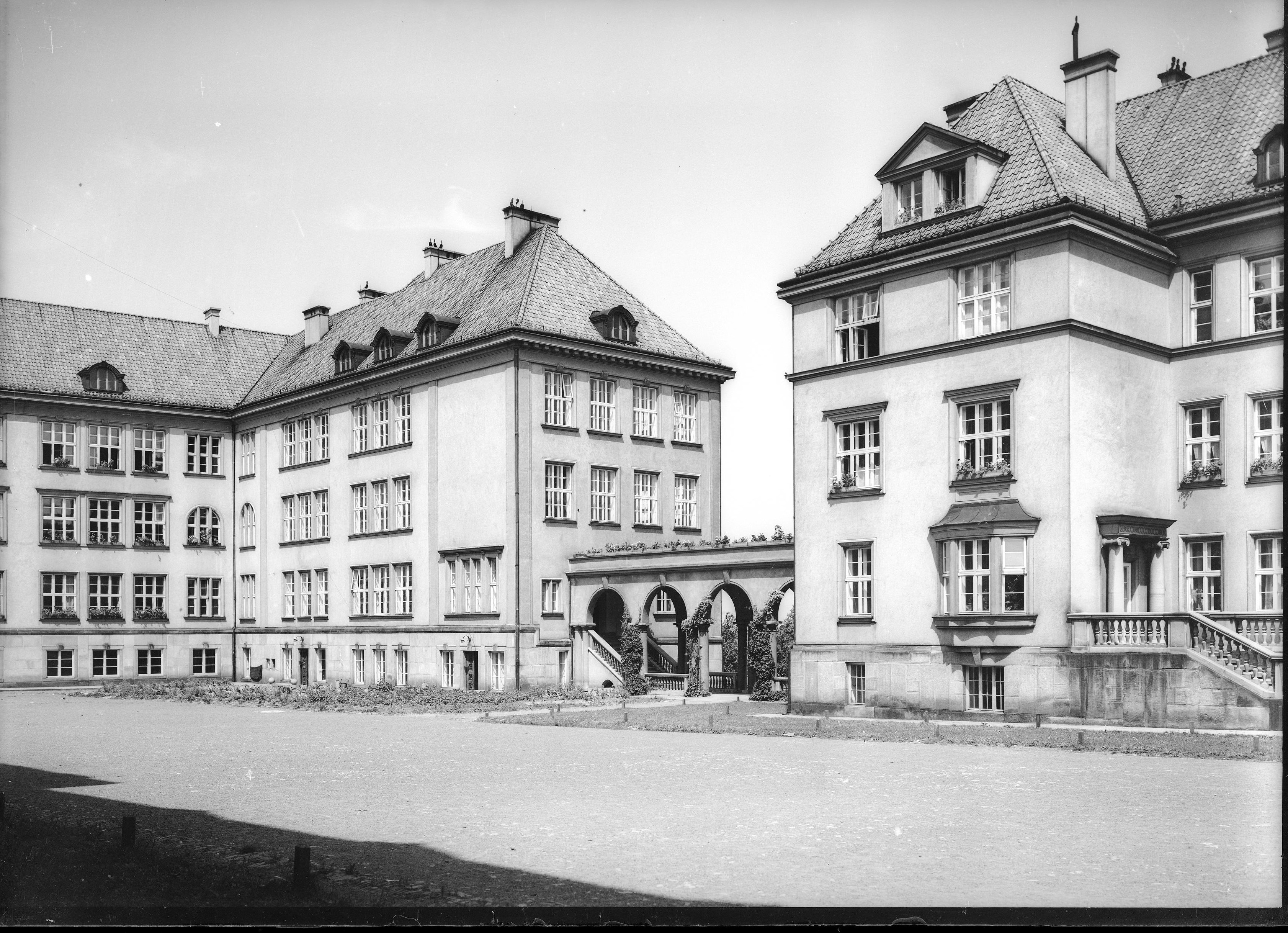
Dziedziniec z kolumnadą między właściwym budynkiem szkolnym a Domem Profesorskim wkrótce po ukończeniu budowy

Wkrótce po przeniesieniu gimnazjum do Bielska rozpoczęto starania w kierunku budowy własnej siedziby. Władze miejskie przekazały na ten cel w 1922 nieodpłatnie działkę o powierzchni ośmiu tysięcy metrów kwadratowych w słabo jeszcze zabudowanej części Górnego Przedmieścia, w pobliżu parku miejskiego. Konkurs na projekt architektoniczny rozpisano 18 lipca 1924, a budowa rozpoczęła się 24 czerwca 1925. Oddawanie budynku do użytku następowało etapami – 1 września 1927 zaczęto korzystać z sal na drugim piętrze, kolejne pomieszczenia odebrano 1 kwietnia 1928, a całość była gotowa na początku roku szkolnego 1928/1929. Całkowity koszt budowy wyniósł ponad 3,3 miliona złotych. Monumentalny i nowocześnie wyposażony gmach miał nie tylko zapewnić uczniom jak najlepsze warunki kształcenia, ale być też manifestacją ideologiczną – pokazaniem, że „Polacy potrafią zbudować lepszą szkołę niż Niemcy”.

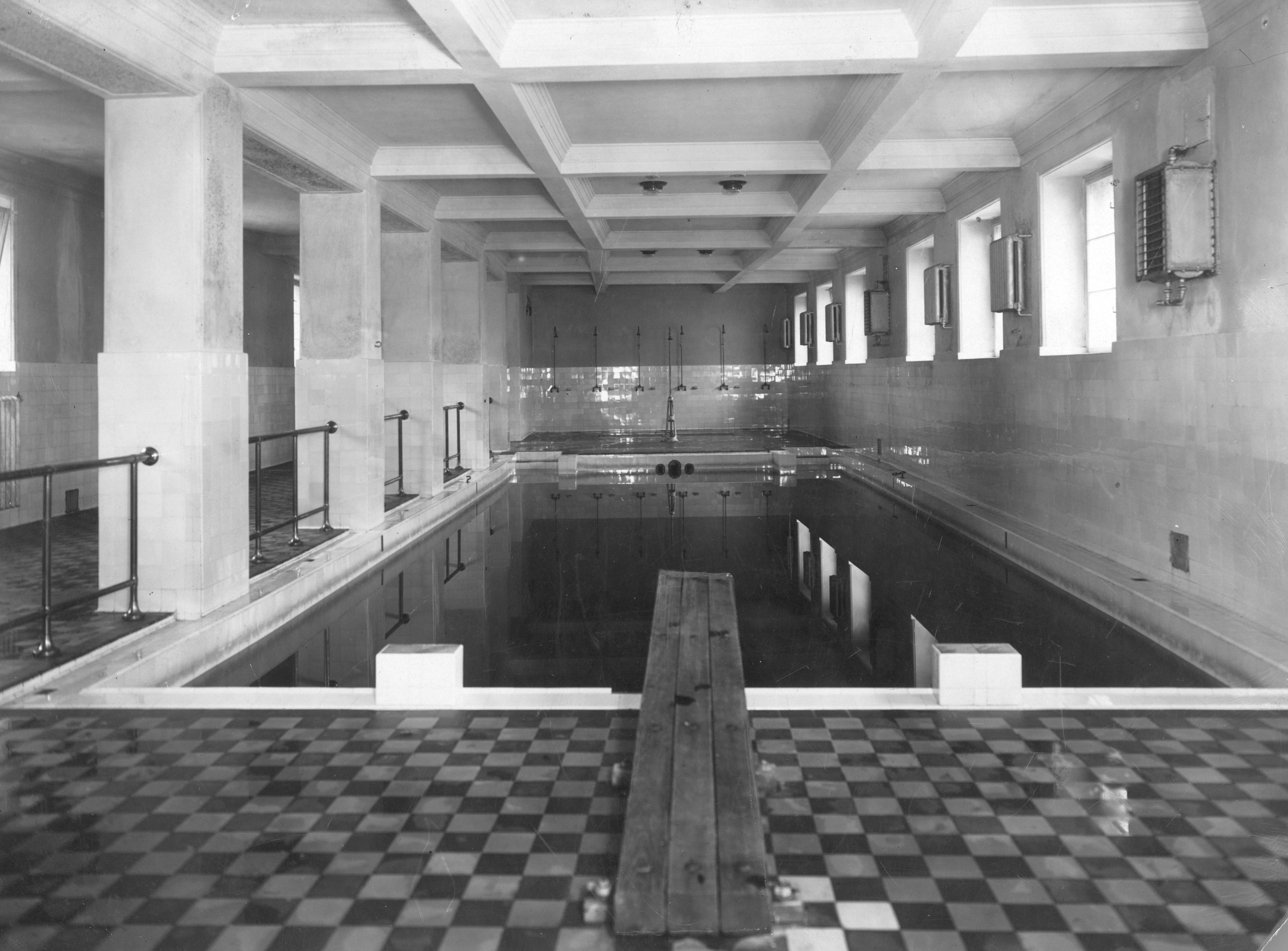
Basen w 1929

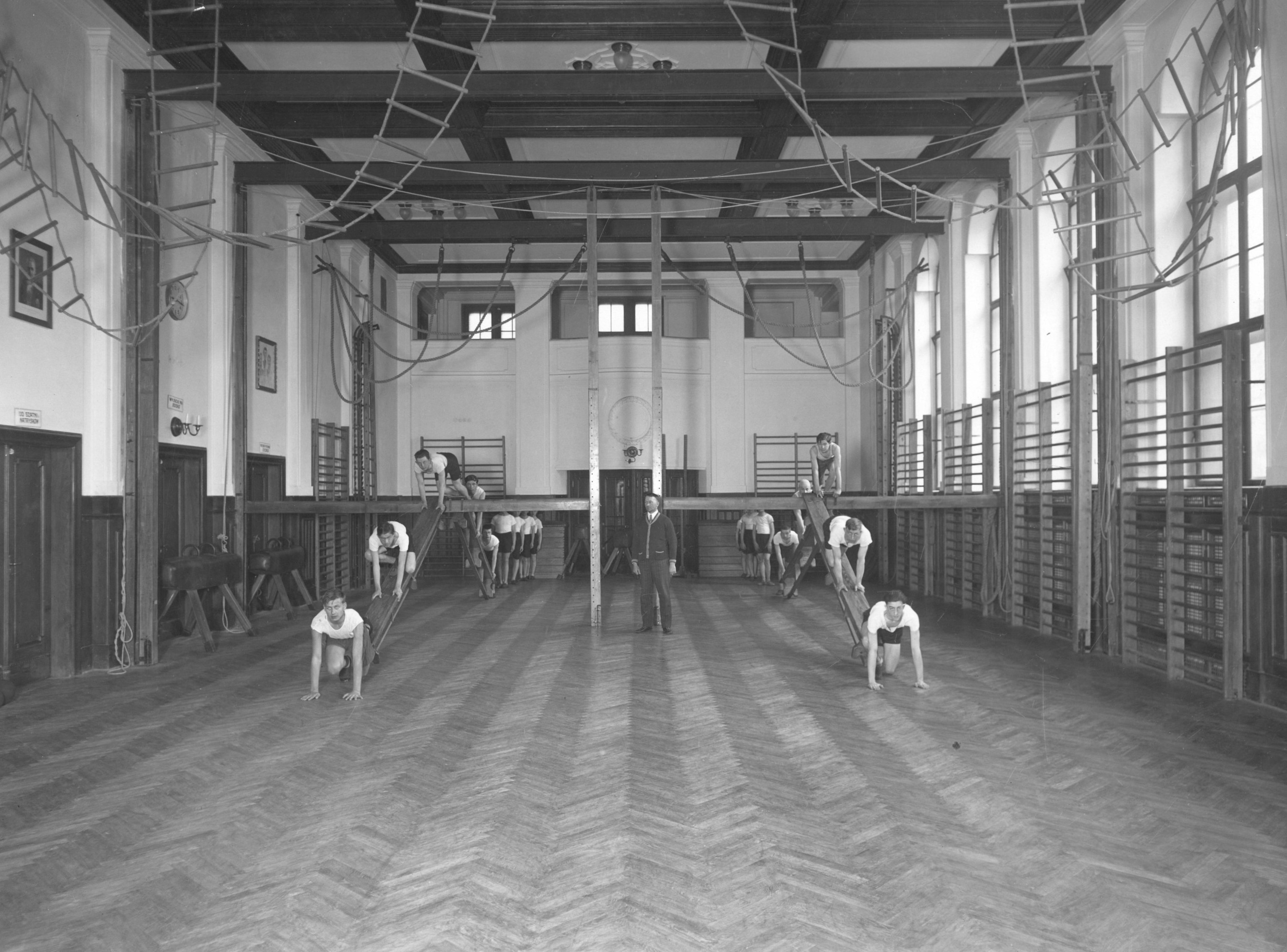
Sala gimnastyczna w 1929

Do 1932 gimnazjum było koedukacyjne, następnie stało się szkołą wyłącznie męską. Zmianie kilkukrotnie ulegała nazwa: w sprawozdaniach z lat 1928–1932 występuje pod nazwą Państwowe Gimnazjum w Bielsku, następnie Państwowe Gimnazjum Polskie w Bielsku. Od roku szkolnego 1936/1937 nosiło imię Józefa Piłsudskiego (Państwowe Gimnazjum im. Marszałka Józefa Piłsudskiego w Bielsku). Rok później weszła w życie tzw. reforma jędrzejewiczowska, na mocy której szkołę podzielono organizacyjnie na dwie części: czteroletnie gimnazjum kończące się tzw. małą maturą i dwuletnie liceum z tzw. dużą maturą. Obie jednak nadal zajmowały ten sam budynek, placówka oficjalnie nazywała się I Państwowe Gimnazjum i Liceum im. Marszałka Józefa Piłsudskiego w Bielsku. Do najsławniejszych nauczycieli epoki międzywojennej należą Zygmunt Lubertowicz, który od 1927 pracował jako nauczyciel języka polskiego, a także Michael Berkowitz, jeden z nauczycieli religii żydowskiej. Ostatni rok szkolny przed wybuchem II wojny światowej ukończyło 627 uczniów (jedna czwarta była dziećmi funkcjonariuszy państwowych; odsetek uczniów wyznania żydowskiego wynosił piętnaście procent), grono nauczycielskie liczyło 38 osób.
Po włączeniu Bielska w skład III Rzeszy gimnazjum i liceum zostały rozwiązane. Spośród nauczycieli aż jedenastu straciło życie w czasie wojny, w tym pierwszy dyrektor Franciszek Wojnar, zamordowany w Polenlagrze w Siemianowicach Śląskich. Gmach szkolny był wykorzystywany jako szpital wojskowy. Po wkroczeniu Armii Czerwonej został zamieniony na tymczasowe koszary, potem pod koniec lutego 1945 przekazany władzom szkolnym, by 9 marca znowu zostać przejęty przez Sowietów, tym razem ponownie na potrzeby szpitala wojskowego. Powojenną działalność szkoły – Państwowe Gimnazjum i Liceum Męskie w Bielsku – zainaugurowano 4 kwietnia w tymczasowych pomieszczeniach przy ulicy Cechowej i ulicy 11 Listopada. Do swojego gmachu mogła powrócić od 18 września 1945. W związku z reformą edukacji od roku szkolnego 1948/1948 gimnazjum i liceum (znów jako koedukacyjne) połączono ze szkołą podstawową w „jedenastolatkę”, jaką pozostała do kolejnej reformy w 1961. Z okazji zbliżającego się jubileuszu 40-lecia szkoły w 1958 nadano jej imię Mikołaja Kopernika.
W 1969 otwarta została w Bielsku-Białej filia Politechniki Łódzkiej. Na jej siedzibę wyznaczono gmach „Kopernika” – miało to być rozwiązanie tymczasowe do momentu wybudowania przez politechnikę własnych obiektów dydaktycznych, przetrwało jednak ponad dwadzieścia lat. Szkołę średnią podzielono w 1972 na dwie: I Liceum Ogólnokształcące im. Mikołaja Kopernika nazywane „małym Kopernikiem” oraz IV Liceum Ogólnokształcące im. Komisji Edukacji Narodowej. „Mały Kopernik” stał się sublokatorem w swojej pierwotnej siedzibie – zajmował tylko jedenaście pomieszczeń z bocznym wejściem, a z auli, sali gimnastycznej czy basenu mógł korzystać tylko uzgadniając terminy z politechniką. Odzyskanie całości gmachu nastąpiło w roku szkolnym 1990/1991.
Na początku XXI wieku liceum, nazywane popularnie „Koperem”, było jednym z ośmiu publicznych liceów ogólnokształcących w Bielsku-Białej (po 1998 w formule trzyletniej, od reformy z roku 2017 ponownie jako czteroletnie). W roku szkolnym 2018/2019 uczęszczało do niego 583 uczniów. W rankingu najlepszych liceów miesięcznika „Perspektywy” w 2022 zajęło 87. lokatę w Polsce, siódmą w województwie śląskim i drugą w mieście (po V LO). W budynku szkoły nagrane zostały niektóre sceny do filmu Szatan z siódmej klasy w 2006. Plenerem filmowym były zarówno korytarze zabytkowego gmachu, jak i szkolna izba tradycji w postaci jednej sali z wystrojem wzorowanym na przedwojennej klasie szkolnej.

## Budynek

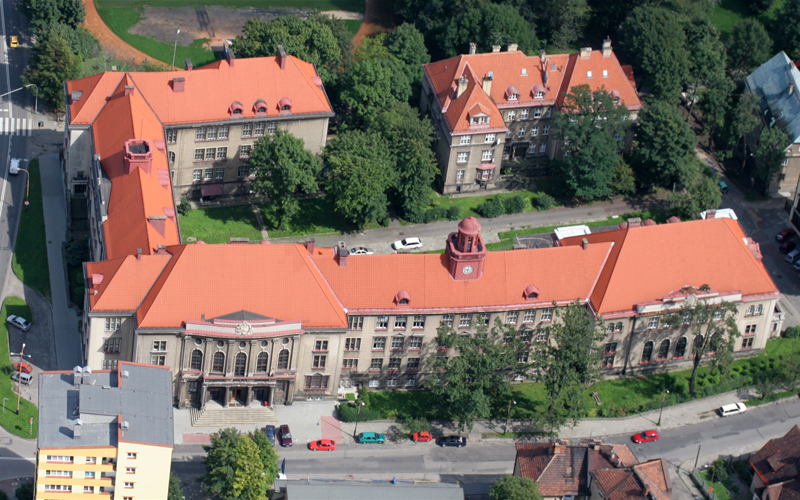
Widok lotniczy

Gmach liceum zajmuje cały kwartał pomiędzy ulica Listopadową, Piastowską i Zygmunta Lubertowicza (oficjalny adres to Listopadowa 70). Jego powierzchnia wynosi 3109 m², a kubatura 51 102 m³. Został wpisany do rejestru zabytków 28 lutego 1987 pod numerem A/490/87.
Budowa trwała od czerwca 1925 do roku 1927, przy czym prace wykończeniowe kontynuowano do kwietnia 1928. Autorem projektu architektonicznego był Alfred Wiedermann (we współpracy z Robertem Gielerem i Janem Raszką), prace budowlane realizowały firmy Karol Korn Budowlana Spółka Akcyjna z Bielska, Unia Budowlana z Katowic i Polbeton z Cieszyna. Prace blacharskie powierzono firmom Antoniego Drewniaka z Białej i Maurycego Popioła z Bielska, instalację centralnego ogrzewania wykonało krakowskie przedsiębiorstwo Drzewiecki–Jeziorański, instalację elektryczną – firma Brown Boveri z Katowic, roboty szklarskie -krakowskie Zakłady Przemysłu Szklarskiego, natomiast usługi stolarskie Karol Korn Budowlana Spółka Akcyjna. Specjalnie dla szkoły zaprojektowane umeblowanie wykonała fabryka mebli z Mysłowic.

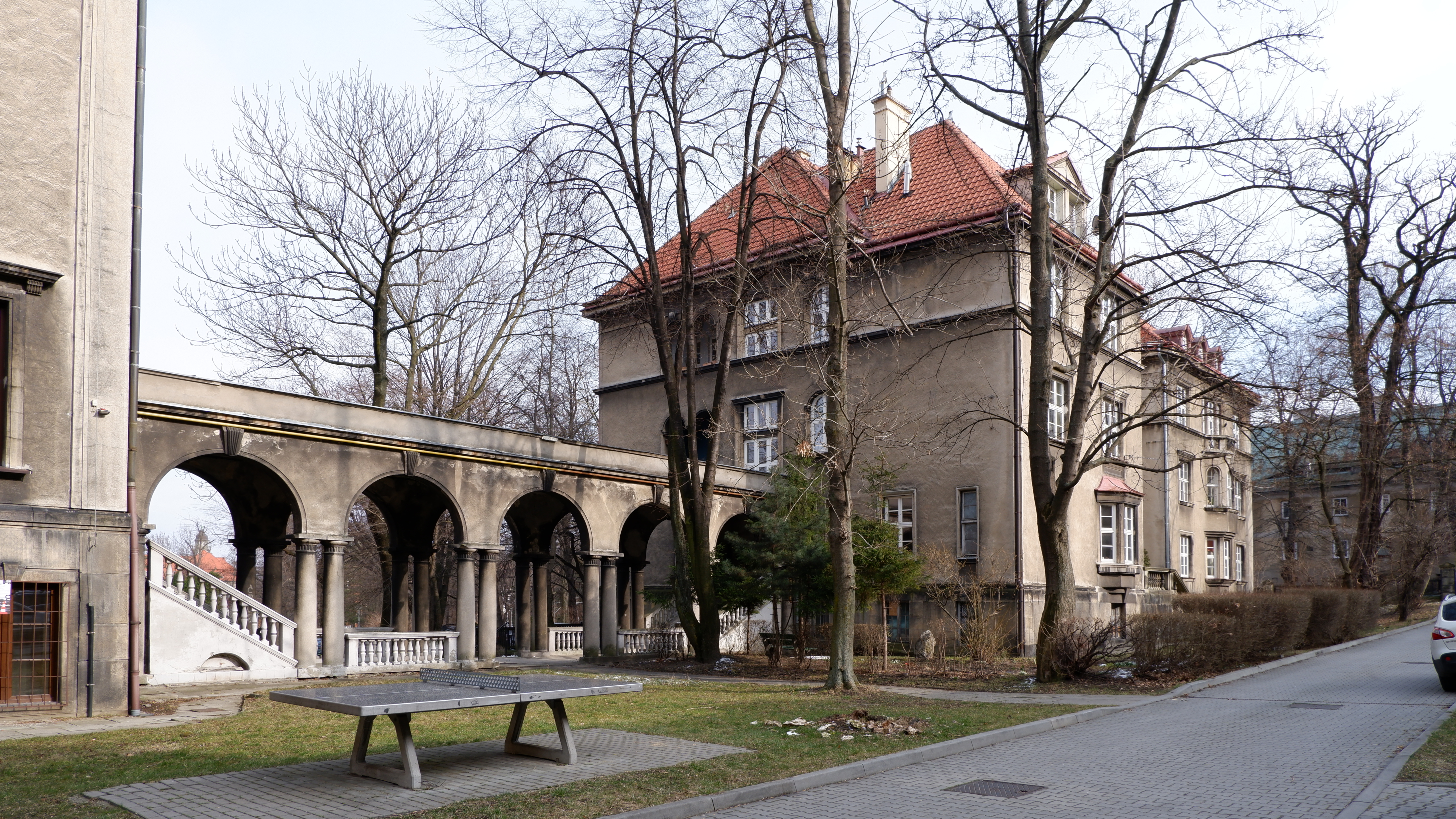
Dom Profesorski i kolumnada

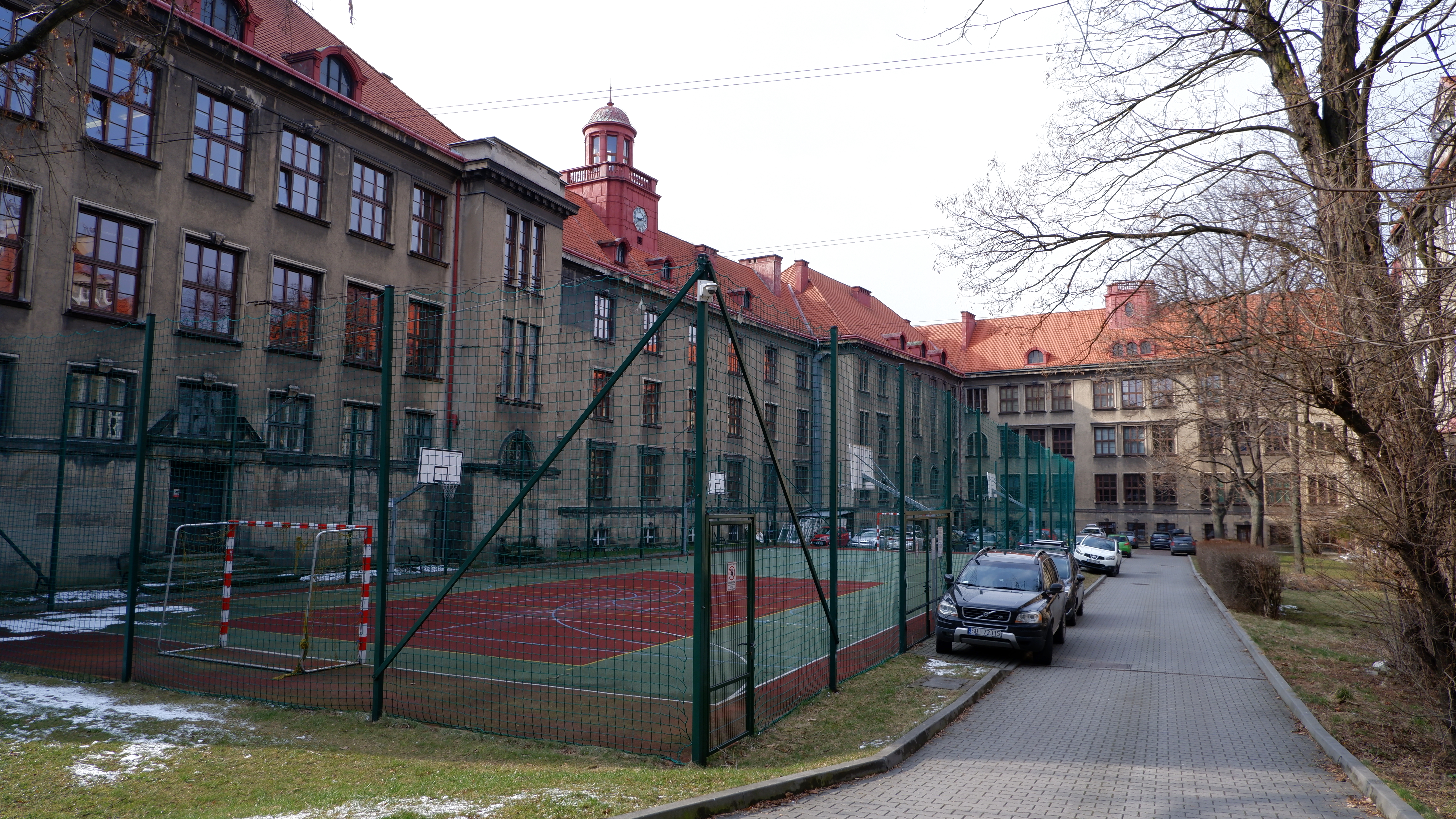
Widok od strony dziedzińca

Założenie przestrzenne ma rzut nieregularny. Składa się z siedmiu dwupiętrowych członów o zróżnicowanej bryle, elewacjach i linii dachowej, które przylegają do siebie ustawione w kształt zbliżony do litery U na osi północ–południe. Wewnątrz znajduje się rozległy dziedziniec, obecnie zajmowany częściowo przez parking, a częściowo przez boiska. Z zewnątrz jedynym elementem łączącym wszystkie człony jest gzyms koronujący na gęsto ustawionych wspornikowych konsolach. Wnętrza natomiast tworzą jednolity ciąg pomieszczeń łączonych jednym długim korytarzem przez sześć członów. Wyodrębniony od reszty jest dawny Dom Profesorski, stanowiący południowo-wschodnią część kompleksu. Mieści kilkanaście mieszkań przeznaczonych pierwotnie dla nauczycieli, a także pracowników administracyjnych i personalu technicznego szkoły. Budynek pełni funkcję mieszkalną, aczkolwiek niezwiązaną już bezpośrednio z funkcjonowaniem placówki. Z właściwym budynkiem szkolnym połączony jest arkadową kolumnadą.

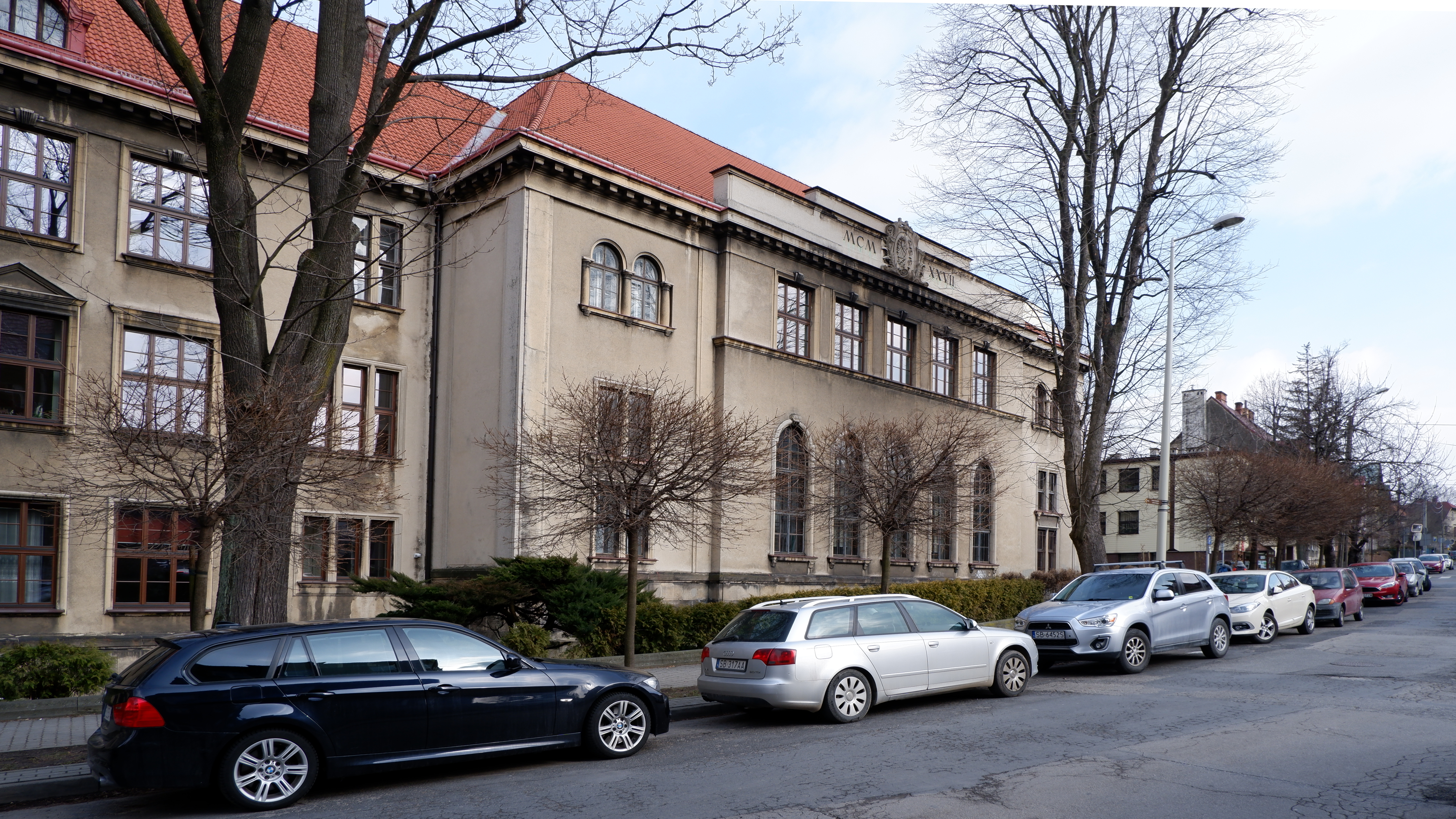
Człon południowo-zachodni z salą gimnastyczną

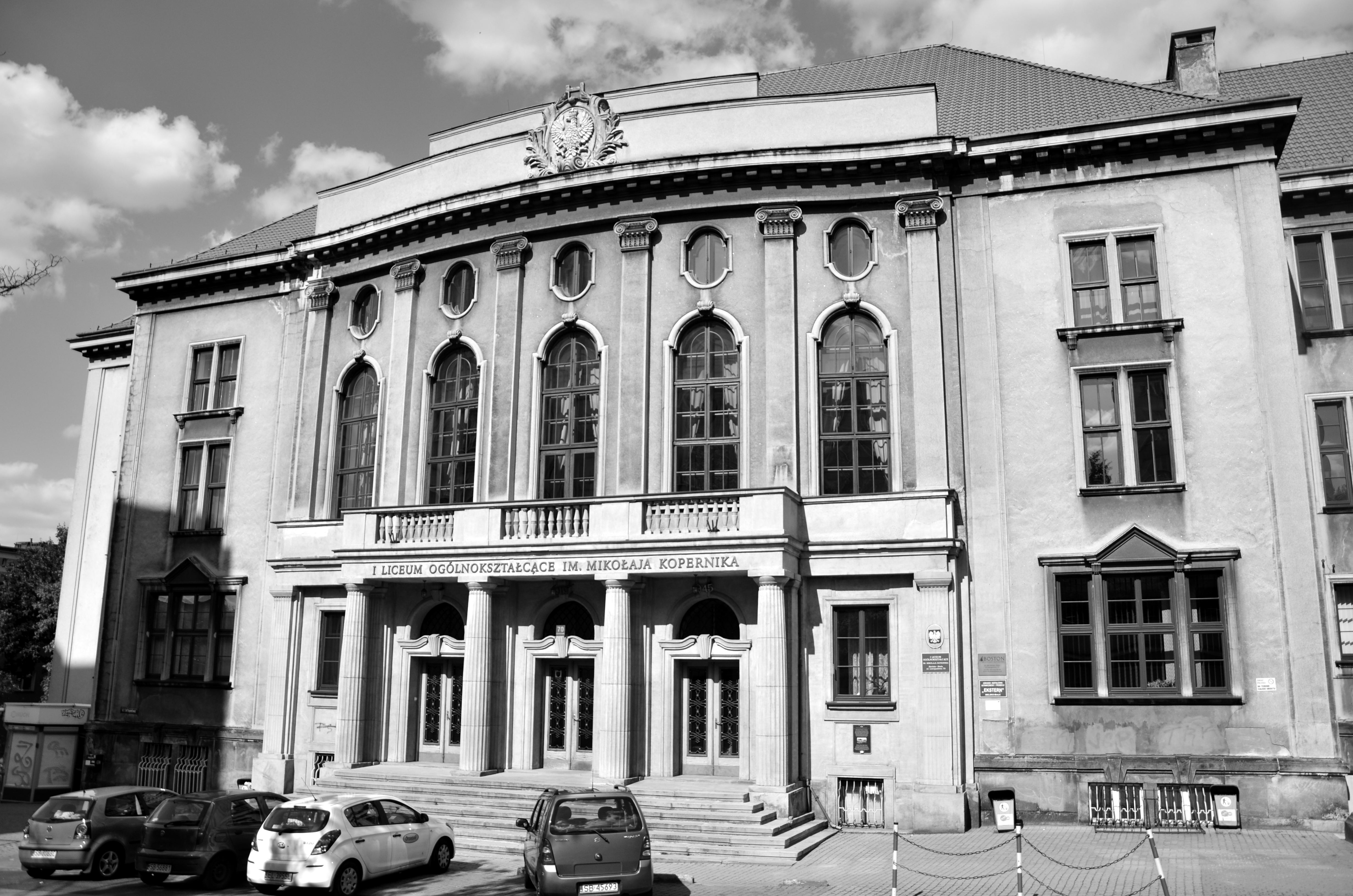
Wejście główne

Stylistyka elewacji utrzymana jest w nurcie neoklasycznym. Najbardziej reprezentacyjny jest człon północno-zachodni z kolumnowym doryckim portykiem, który mieści główne wejście, a także wypukłą ścianą auli z wysokimi oknami typu porte-fenêtre. Jego elewację wieńczy przyczółek z godłem w postaci Orła Białego. Analogicznie uformowany jest człon południowo-zachodni mieszczący salę gimnastyczną, którego przyczółek wieńczy z kolei herb Bielska i rzymskie cyfry MCMXXVII oznaczające rok ukończenia budowy (1927); od południa przylega do niego portyk stanowiący niegdyś główne wejście do „małego Kopernika”. Oba człony łączy wydłużona, lekko cofnięta część środkowa z oknami grupowanymi po trzy (każde środkowe na pierwszym piętrze ozdabia uproszczony naczółek) oraz kopułowo zwieńczoną wieżyczką mieszczącą obserwatorium astronomiczno-meteorologiczne. Elewacja północna posiada wyraźnie zarysowane ryzality boczne i płaski ryzalit środkowy zwieńczony przyczółkiem z Orłem Białym. Okna zgrupowane są również po trzy, naczółki zdobią każde okno na pierwszym piętrze środkowego ryzalitu i środkowe okno w pozostałych trójkach. Do ryzalitów bocznych prowadzą wejścia z portykami jońskimi. Skromny jest detal elewacji wschodniej, a także wszystkich ścian od strony dziedzińca. Dom Profesorski wyróżnia się miękkimi zarysami owalnych wykuszów i wnęk balkonowych.
Wystrój korytarzy zachował się w zasadzie niezmieniony od czasu budowy gmachu. Westybul utrzymany jest w formule neoklasycznej. Żelbetowa konstrukcja stropowa, której kasetony wypełnia dekoracja stiukowa w postaci linearnej plecionki, wsparta jest na rzędach filarów o głowicach zdobionych motywami liści. Balustrady o motywie barokizującym z ciemnego sztucznego kamienia kontrastują z białą czy jasnożółtą barwą ścian. Wnętrza cechują się przestrzennością. Powierzchnia sal lekcyjnych waha się od 50 do 62,5 m, a wysokość sufitu w nich wynosi 3,7 m, co wykracza in plus poza normy typowe dla lat 20. wieku. Szkoła posiada odrębną aulę (od 1994 noszącą imię Józefa Piłsudskiego w nawiązaniu do przedwojennej tradycji), salę gimnastyczną o powierzchni 200 m², a także własny basen pływacki.

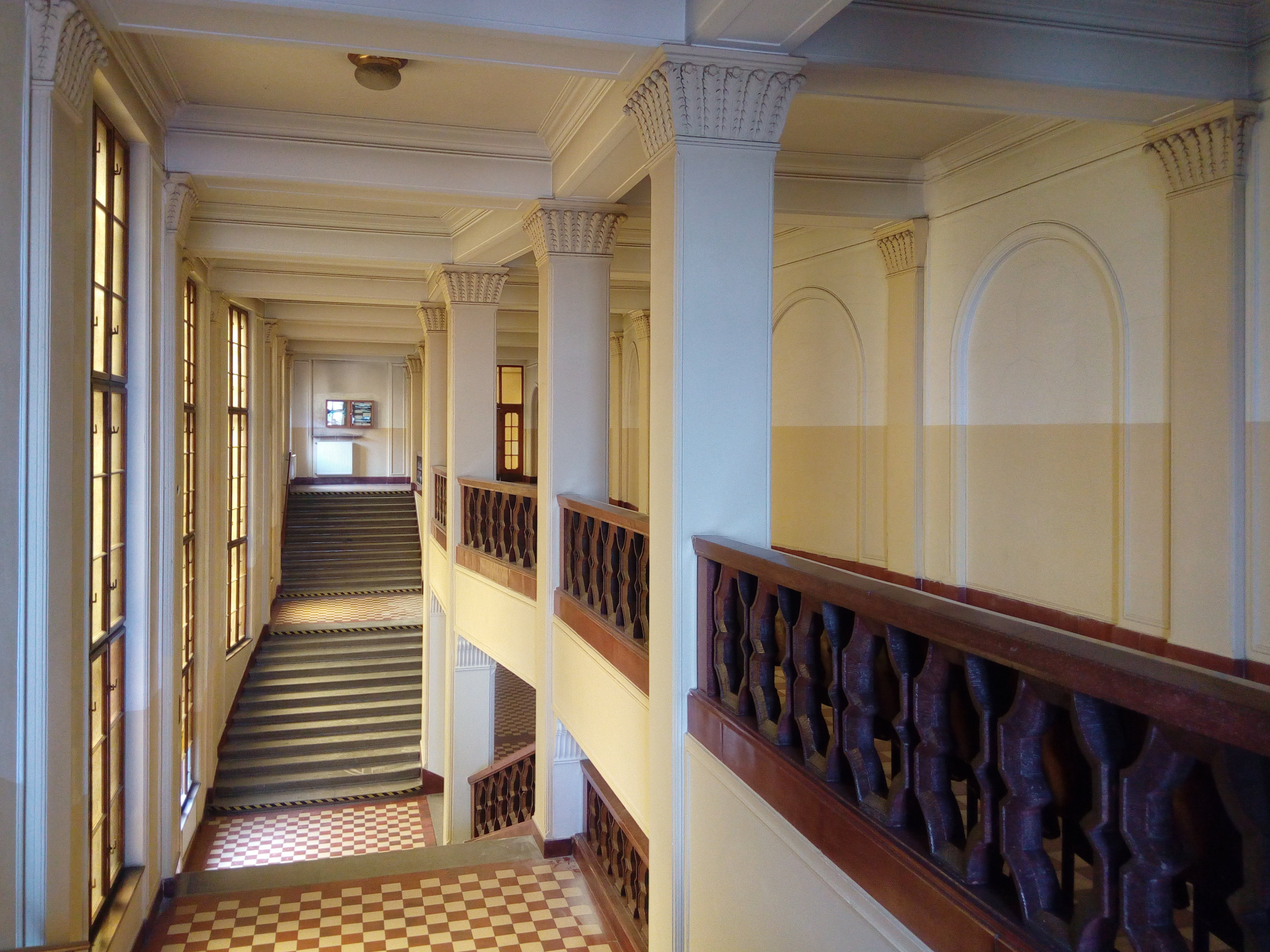
Westybul
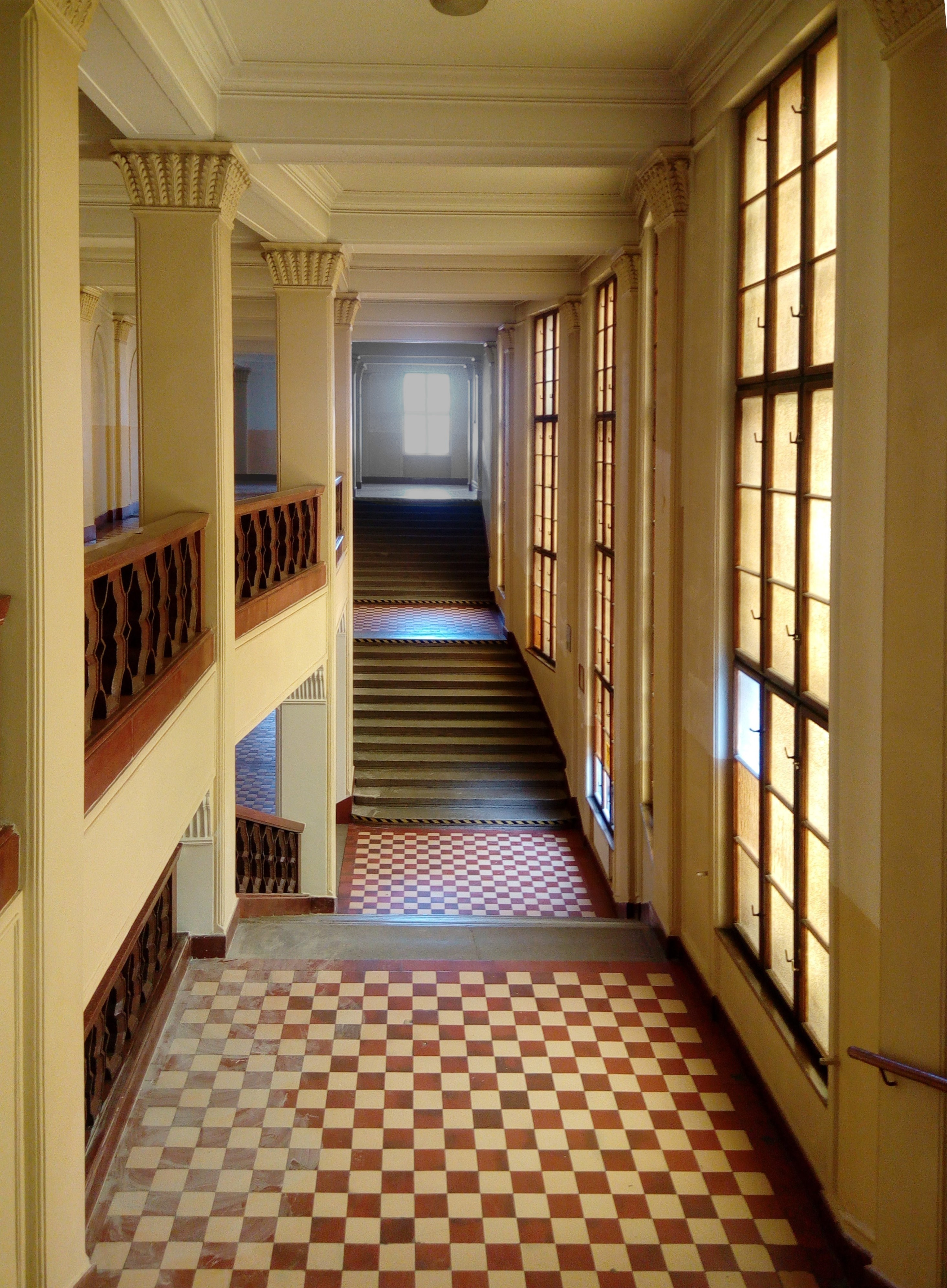
Westybul
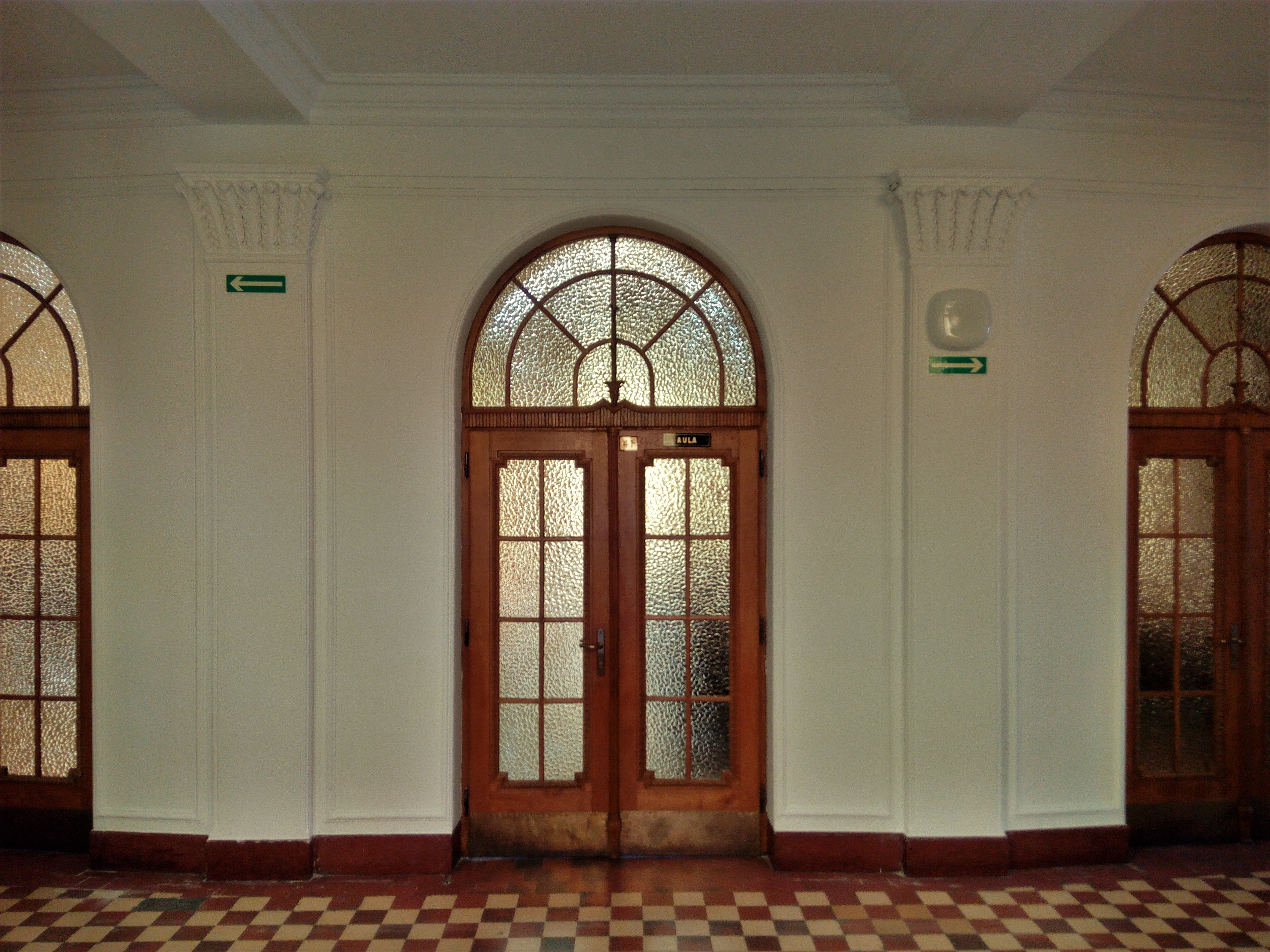
Wejście do auli
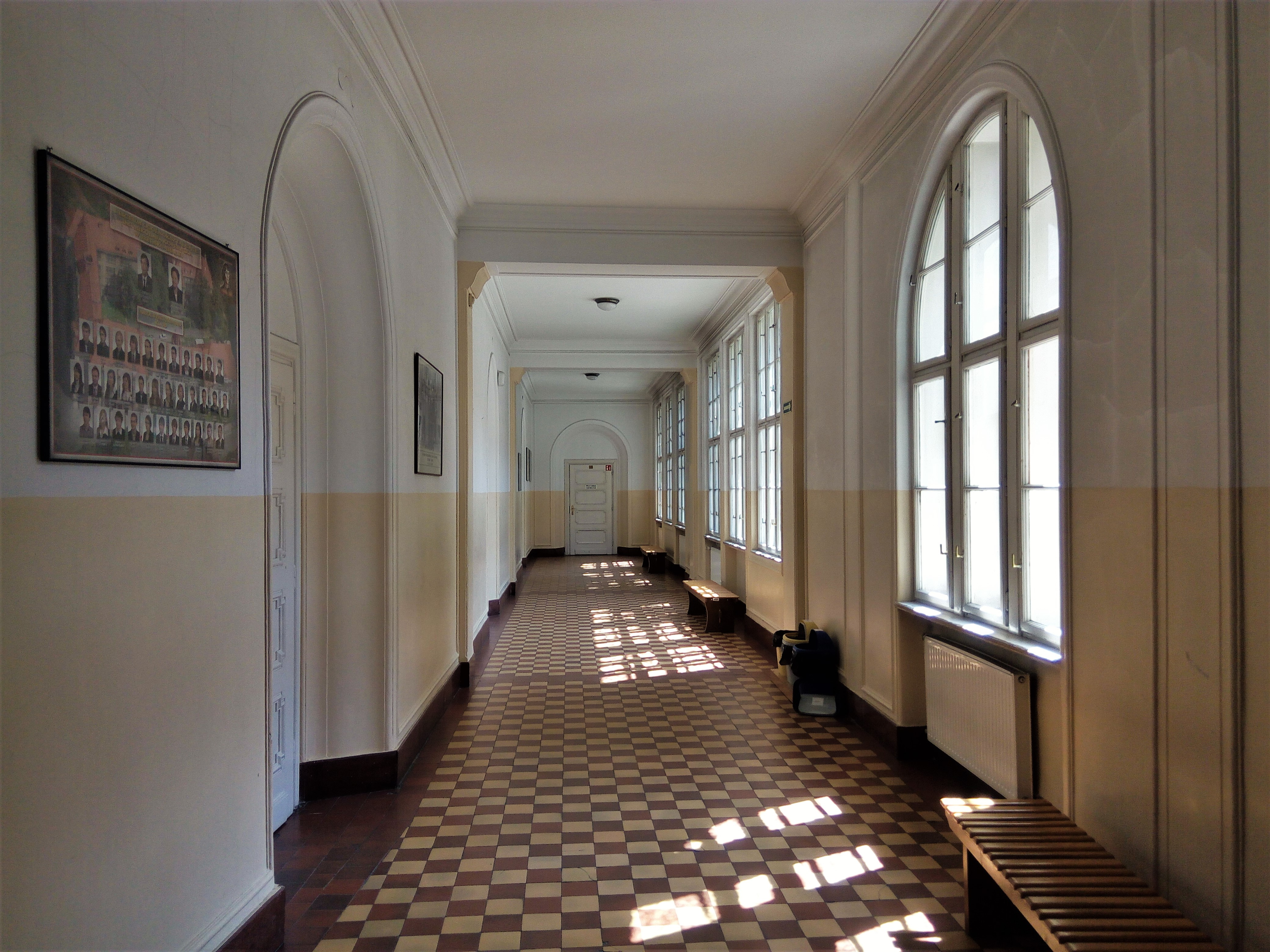
Korytarz na pierwszym piętrze w członie północno-wschodnim
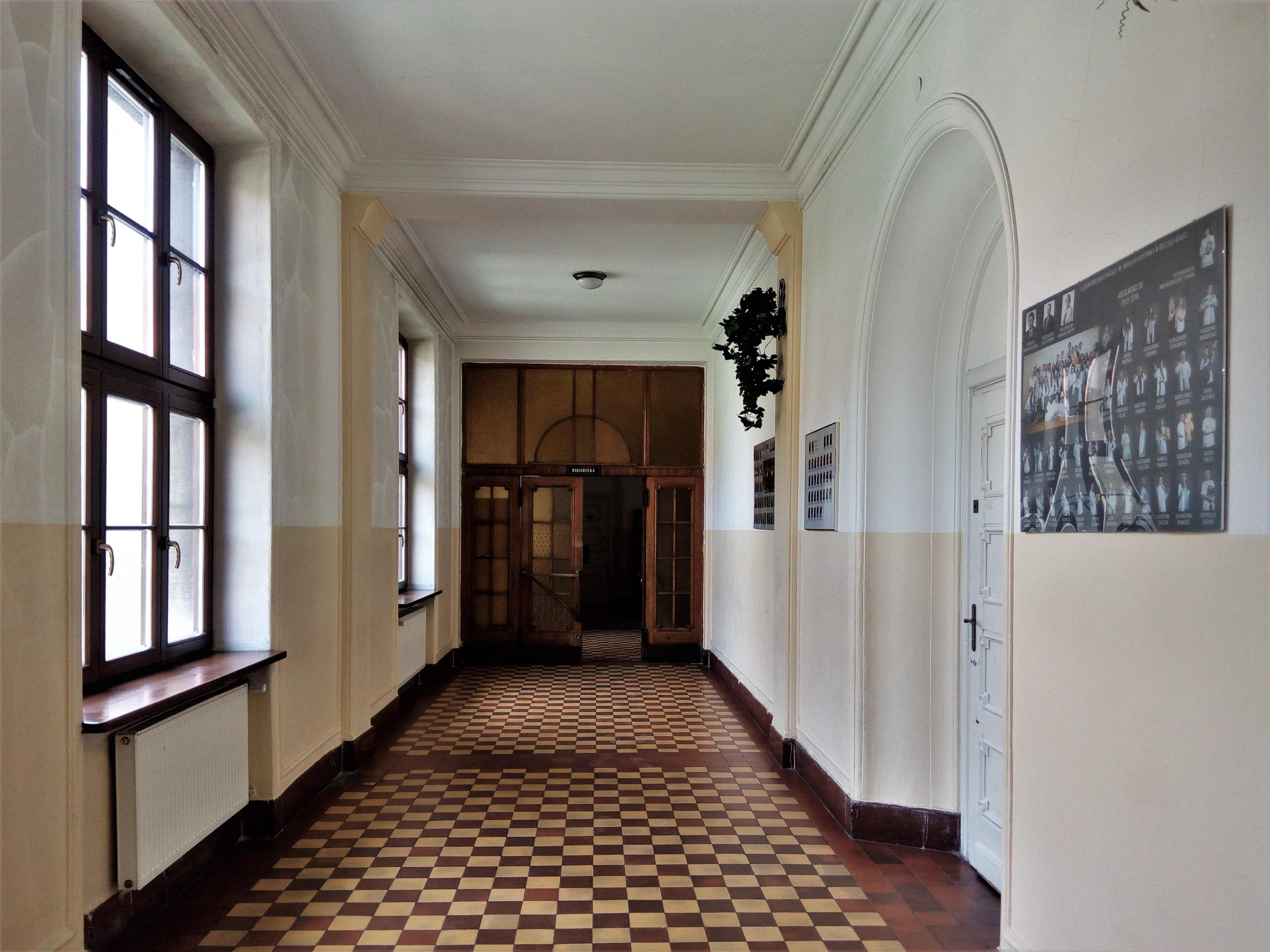
Korytarz na pierwszym piętrze w członie środkowo-zachodnim
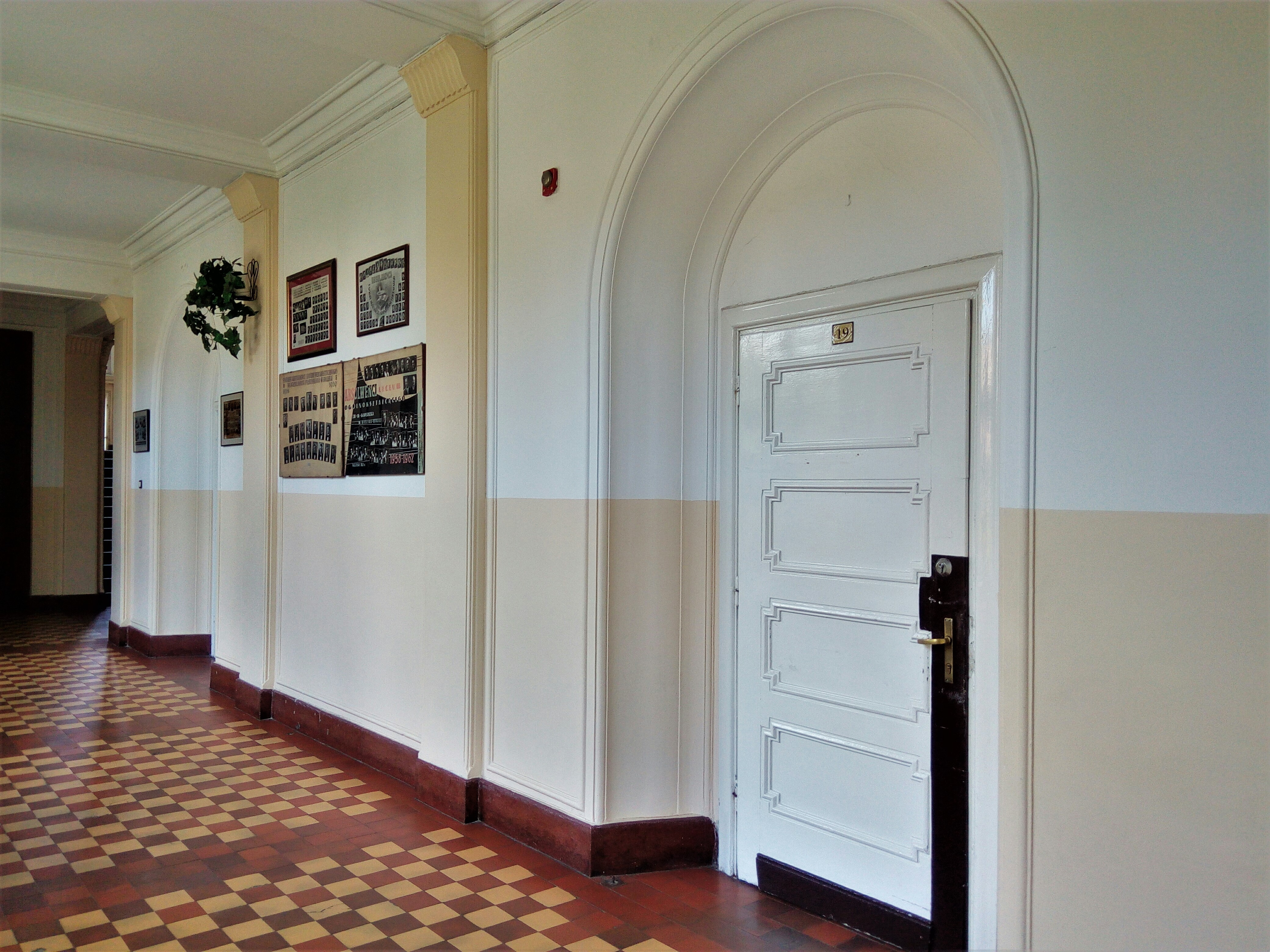
Wejście do sali lekcyjnej na parterze w członie północnym
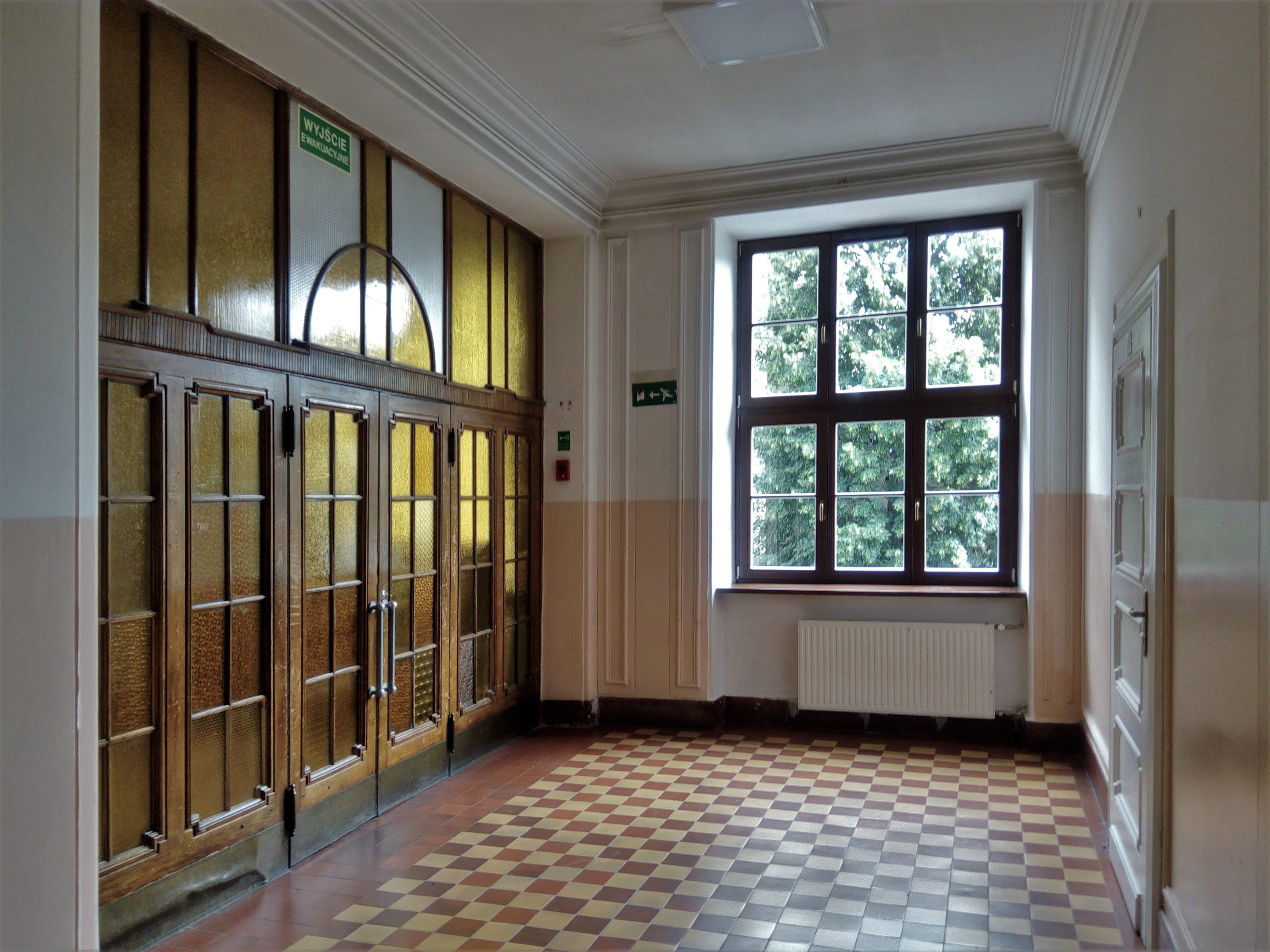
Typowy podział okien i oryginalna stolarka drzwiowa

## Absolwenci

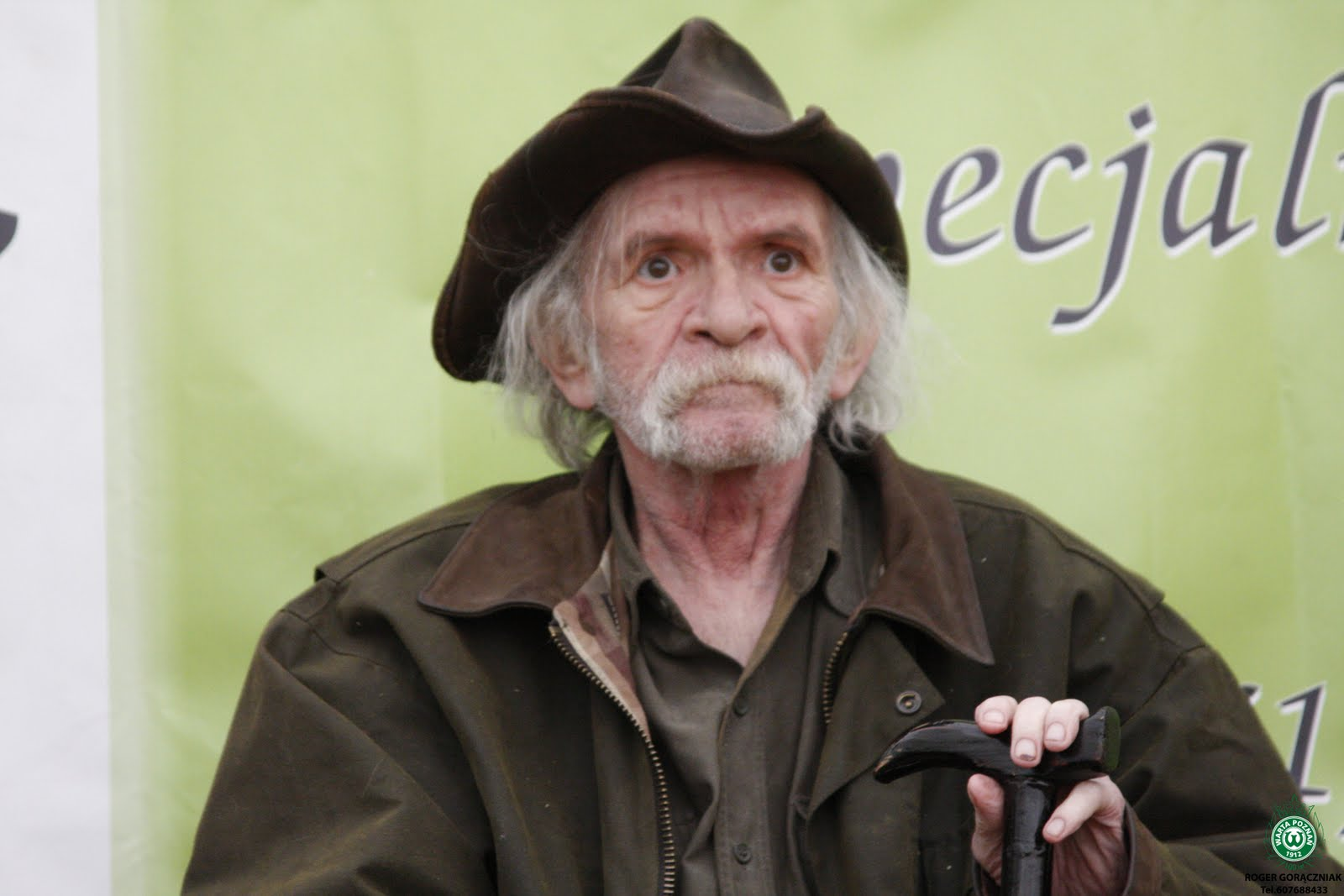
Bohdan Smoleń

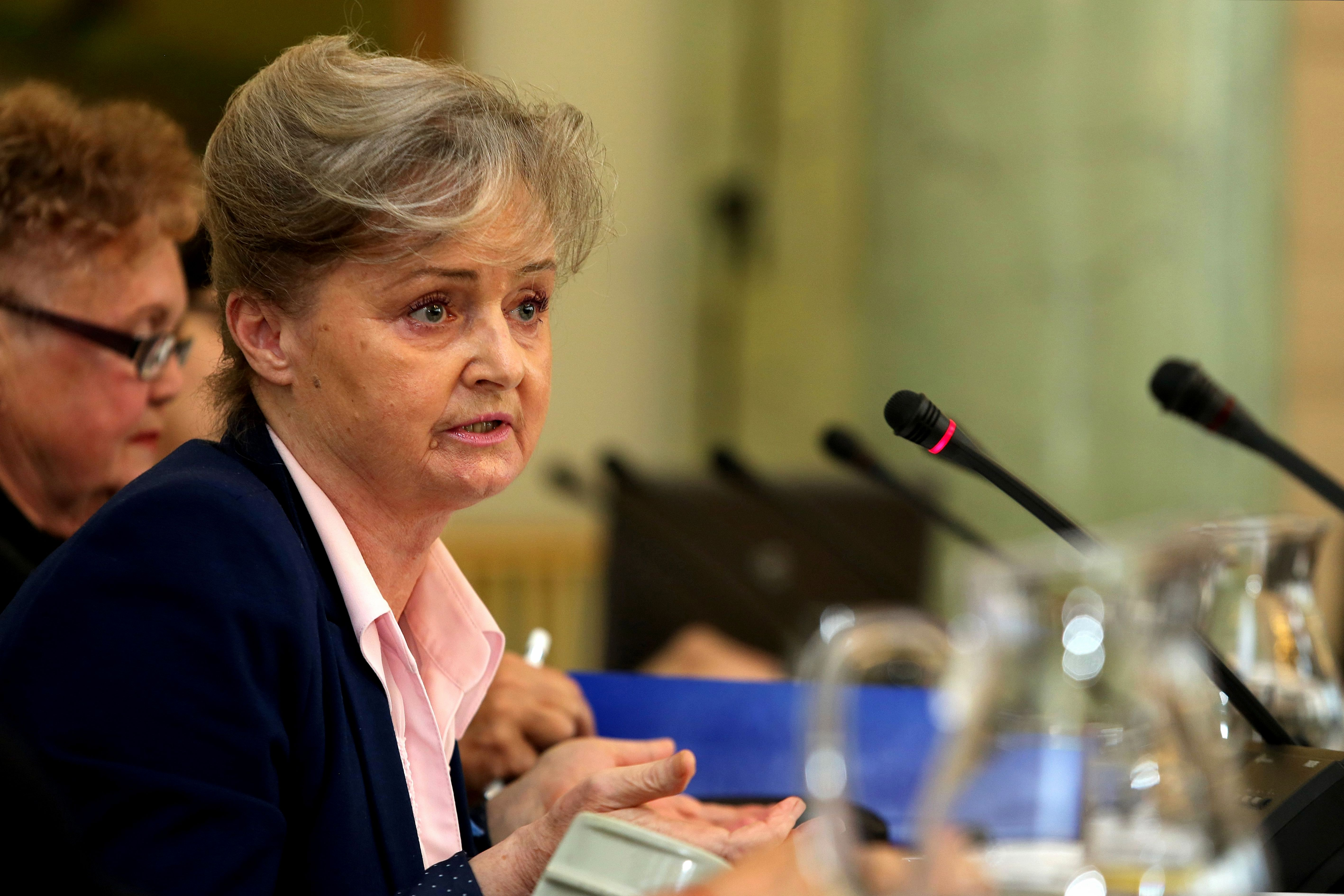
Grażyna Staniszewska

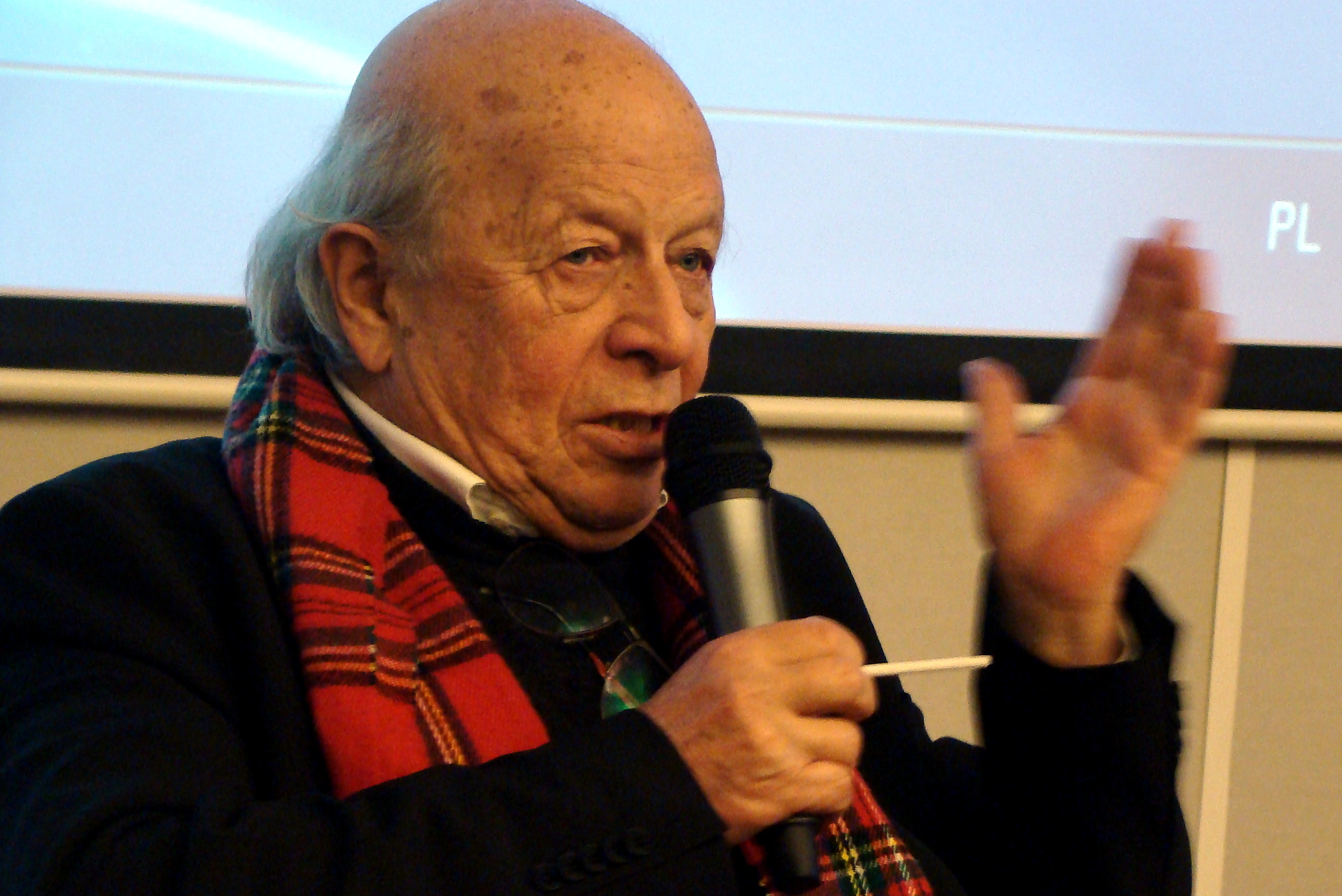
Jerzy Gurawski

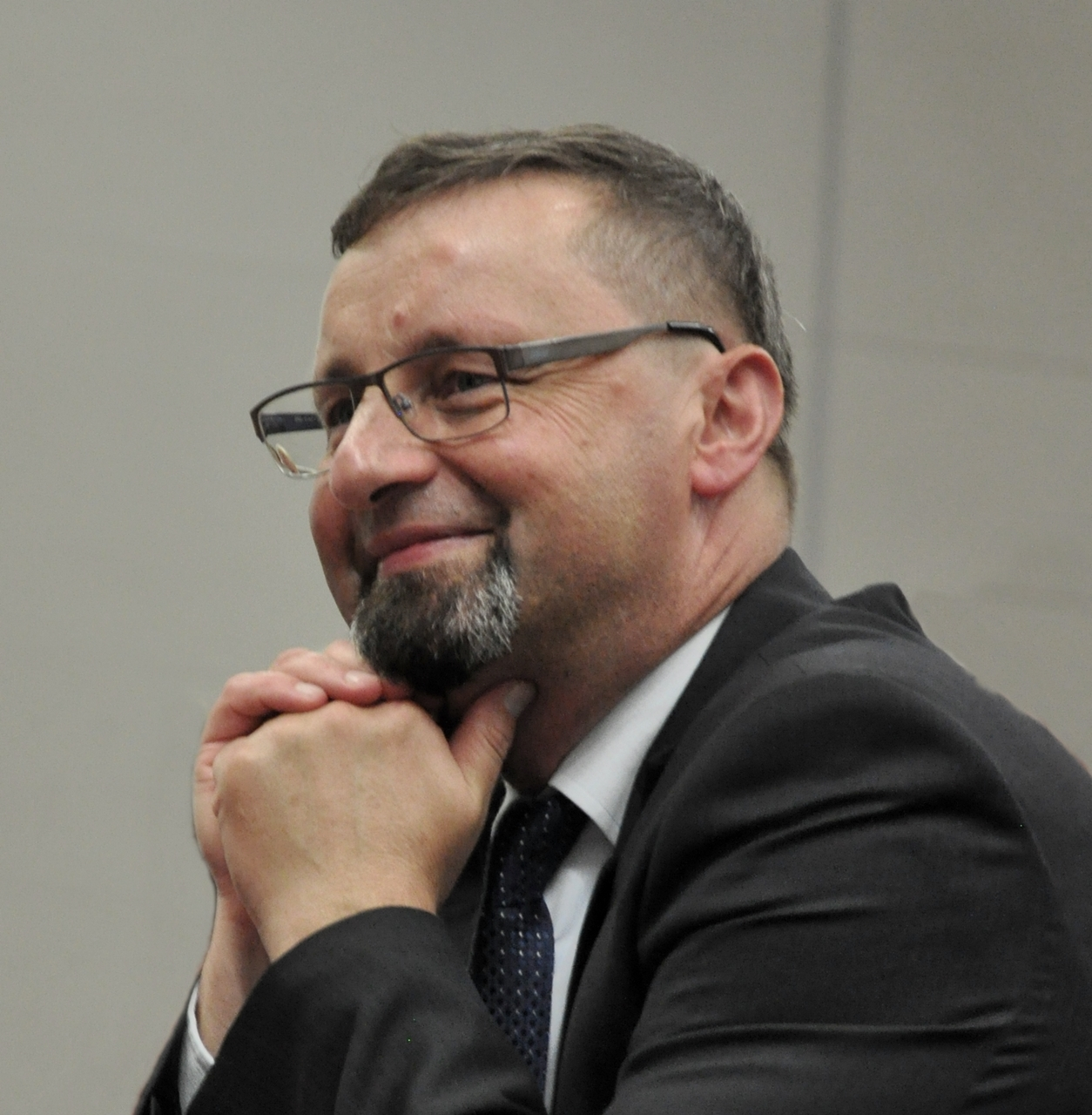
Marek Bernacki

Absolwenci szkoły posiadający biogram w Wikipedii, w nawiasie rok ukończenia gimnazjum/liceum:
- Marek Bernacki (1984) – polonista, profesor Akademii Techniczno-Humanistycznej w Bielsku-Białej
- Maria Byrdy (1928) – lekarka medycyny sądowej, profesorka Akademii Medycznej w Białymstoku
- Jan Duława (1972) – lekarz internista, profesor Śląskiego Uniwersytetu Medycznego w Katowicach
- Władysław Duława (1930) – lekarz, inicjator i współtwórca Obwodu Lecznictwa Kolejowego w Bielsku-Białej
- Andrzej Eliasz (1959) – psycholog, wieloletni rektor Szkoły Wyższej Psychologii Społecznej
- Bronisław Foltyn (1994) – poseł na Sejm X kadencji
- Antoni Gębala (1937) – lekarz pediatra, profesor Akademii Medycznej w Lublinie
- Janusz Gil (1969) – astrofizyk, profesor Uniwersytetu Zielonogórskiego
- Leszek Golonka (1964) – inżynier elektronik, profesor Politechniki Wrocławskiej
- Jerzy Gurawski (1953) – architekt i scenograf, profesor Politechniki Poznańskiej
- Krzysztof Jędrzejko (1963) – botanik, profesor Śląskiego Uniwersytetu Medycznego w Katowicach
- Helmut Kajzar (1959) – dramaturg, reżyser teatralny, teoretyk teatru
- Kazimierz Klęk (1957) – chemik, polityk PZPR, minister przemysłu chemicznego w 1981
- Józef Kłaptocz (?) – lekarz, wielokrotny mistrz Polski w skokach do wody
- Tomasz Kolbusz (1984) – współtwórca i wieloletni prezes portalu Onet.pl oraz wydawnictwa Pascal
- Sławomir Kołodziej (1980) – matematyk, profesor Uniwersytetu Jagiellońskiego
- Jerzy Kołodziejczyk (1959) – reżyser i scenarzysta filmowy, aktor, reportażysta
- Jan Kornaś (1939) – botanik, profesor Uniwersytetu Jagiellońskiego i członek PAN
- Olgierd Kossowski (1946) – lekarz neurolog i psychiatra, wieloletni ordynator Szpitala Ogólnego w Bielsku-Białej
- Stanisław Marek (?) – biolog, profesor Uniwersytetu Wrocławskiego
- Grzegorz Markowski (1992) – dziennikarz radiowy i telewizyjny
- Rafał Muchacki (1973) – lekarz chirurg i onkolog, wieloletni dyrektor Beskidzkiego Centrum Onkologii w Bielsku-Białej, poseł na Sejm w latach 2005–2015
- Józef Pajestka (?) – ekonomista, profesor Uniwersytetu Warszawskiego
- Tadeusz Porębski (1950) – inżynier mechanik, polityk PZPR, członek Biura Politycznego Komitetu Centralnego w latach 1981–1988
- Maciej Prus (1954) – reżyser i aktor teatralny
- Jerzy Schönborn (1950) – krytyk filmowy i publicysta, dyrektor Studia Filmów Rysunkowych w latach 1963–1974
- Andrzej Skowron (1961) – matematyk, profesor Uniwersytetu Warszawskiego
- Bohdan Smoleń (1965) – aktor, piosenkarz, satyryk, artysta kabaretowy i działacz społeczny
- Grażyna Staniszewska (1967) – polityczka i działaczka społeczna, opozycjonistka w okresie PRL
- Krzysztof Stroiński (1968) – aktor
- Eugeniusz Wiśniowski (1947) – historyk mediewista, profesor Katolickiego Uniwersytetu Lubelskiego
- Edward Wylęgała (1979) – lekarz okulista, profesor Śląskiego Uniwersytetu Medycznego w Katowicach
- Wojciech Załuski (1997) – prawnik, filozof prawa, profesor Uniwersytetu Jagiellońskiego
- Leszek Zbijowski (1969) – artysta grafik, profesor Uniwersytetu Śląskiego w Katowicach
- Wojciech Żurek (1969) – fizyk, pracownik Los Alamos National Laboratory